# Jasiona (Zbrosławice)

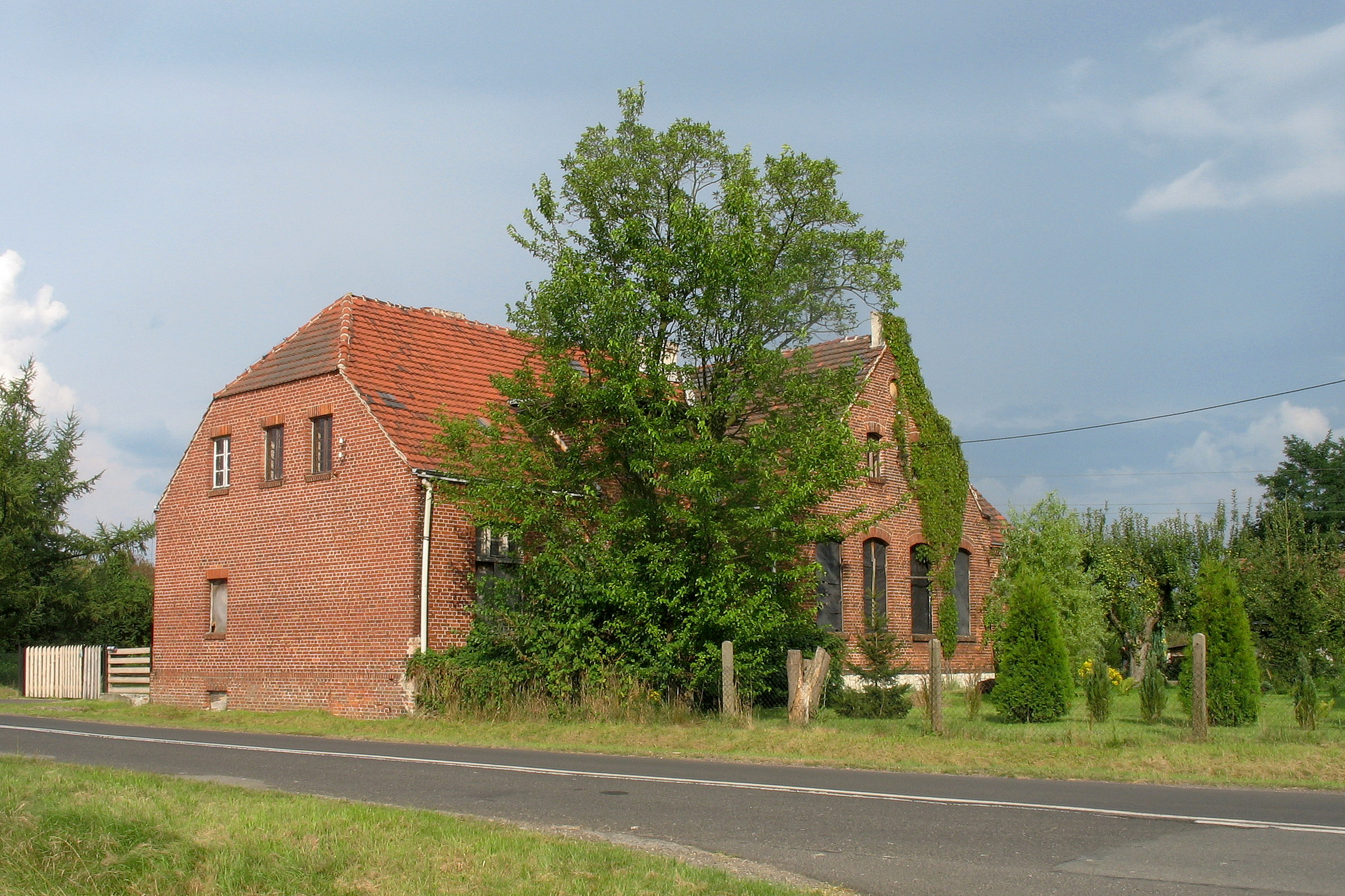
Ortsansicht

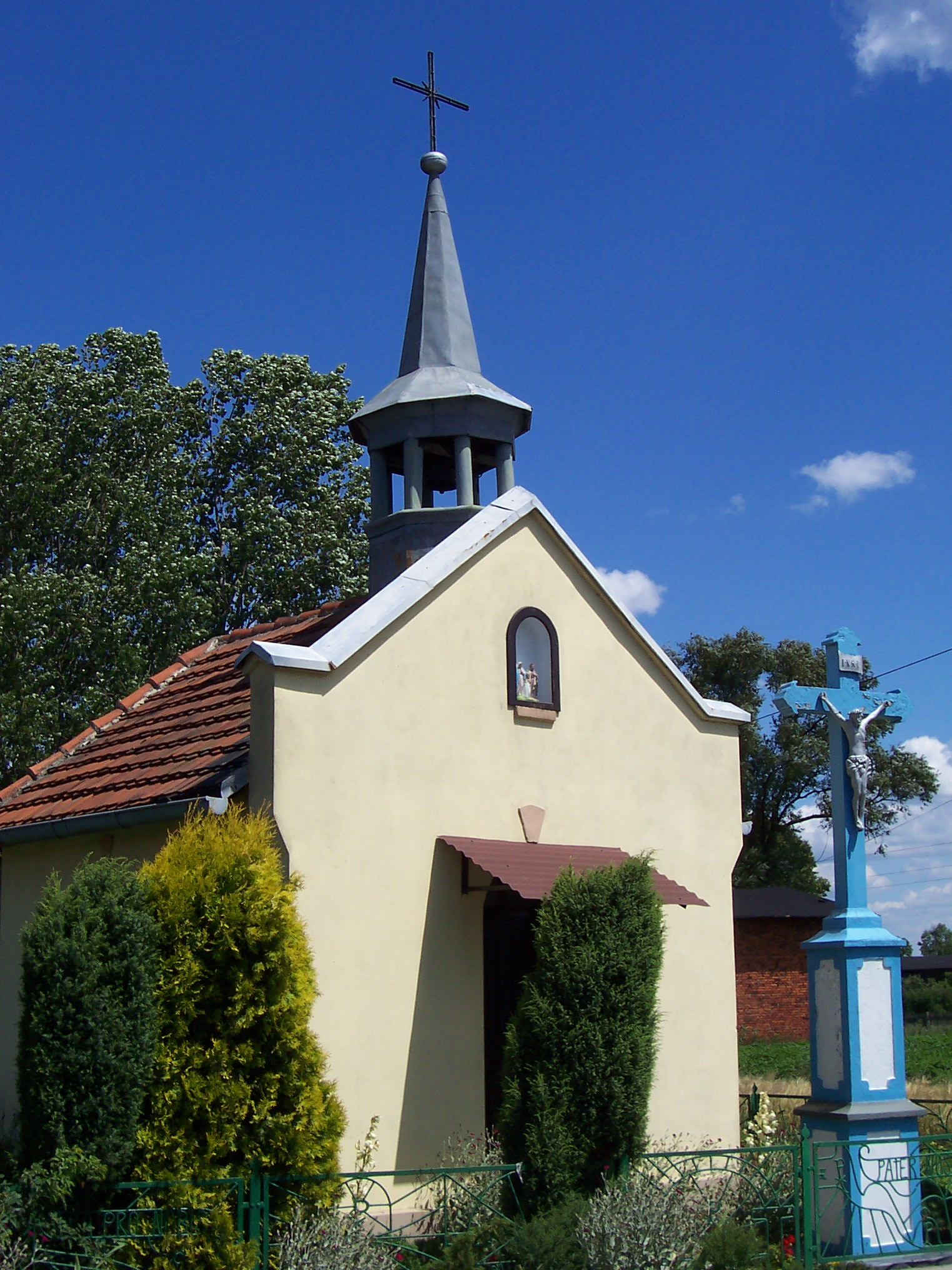
Wegkapelle und Wegkreuz

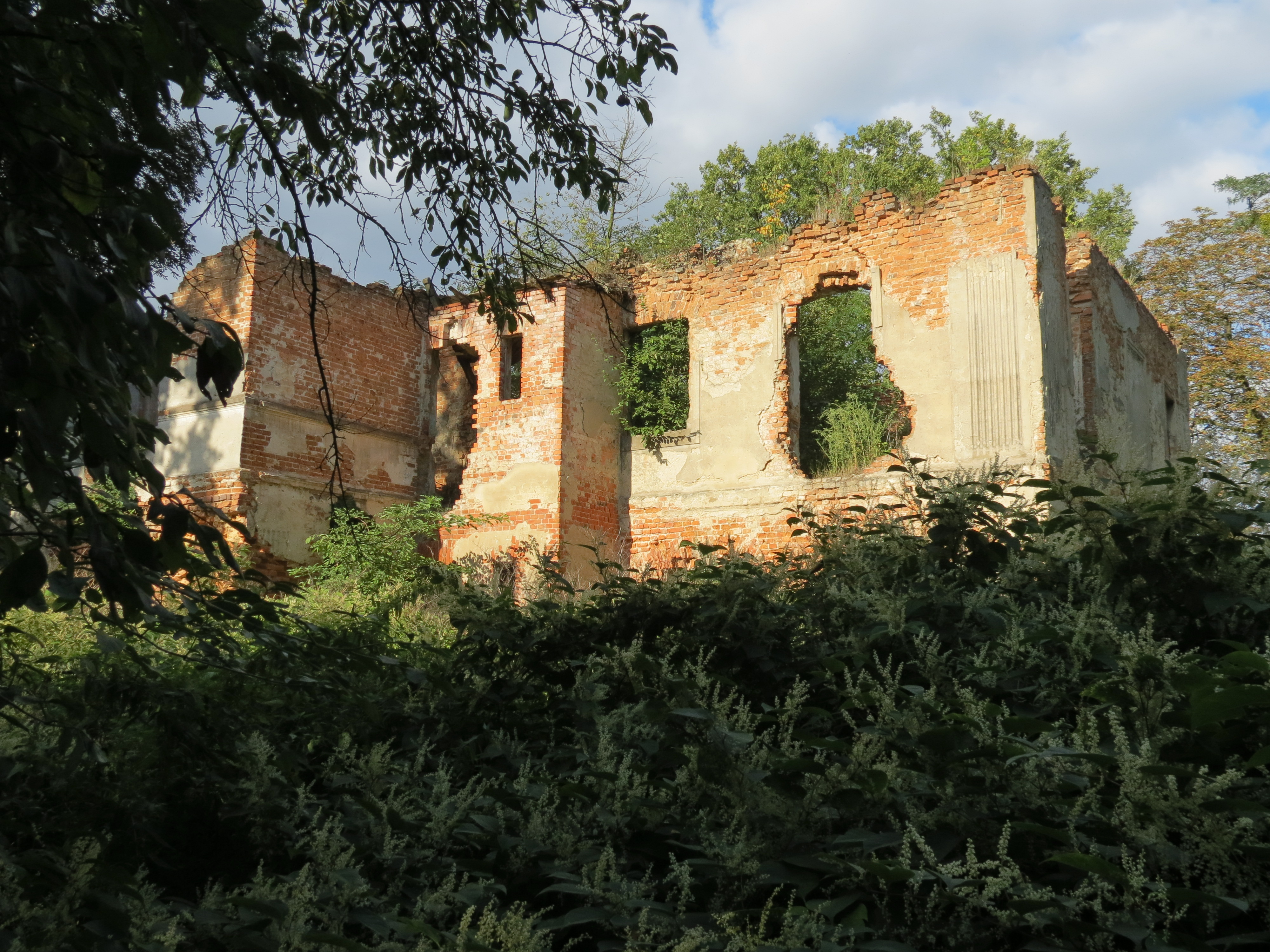
Ruine des Schlosses

Jasiona (deutsch Jasten) ist eine Ortschaft in Oberschlesien. Sie liegt in der Gemeinde Zbrosławice (Broslawitz) im Powiat Tarnogórski (Kreis Tarnowitz) in der Woiwodschaft Schlesien.

## Geografie
Jasiona liegt acht Kilometer nordwestlich vom Gemeindesitz Zbrosławice, 14 Kilometer westlich von der Kreisstadt Tarnowskie Góry (Tarnowitz) und 34 Kilometer nordwestlich von der Woiwodschaftshauptstadt Katowice (Kattowitz).

## Geschichte
Der Ort wurde 1783 im Buch Beytrage zur Beschreibung von Schlesien als Jasten und auf Polnisch als Jaszionna erwähnt und hatte ein Vorwerk, acht Bauern, 15 Gärtner und 102 Einwohner. Es gehörte einem Herrn von Zawarzin. 1818 wurde der Ort als Jasten und ferner auch als Jaßione erwähnt. 1865 bestand Jasten aus einem Rittergut und einer Dorfgemeinde. Zum Rittergut gehörten die Vorwerke Jasten und Kopanina. Der Boden war sehr feucht und wenig ertragreich. Einst wurde dort Schafzucht betrieben. Von 1855 bis 1861 gehörte es Otto Theodor Bollmann und danach Johann Gustav Wiedemann. Das Dorf hatte acht Bauernstellen und 20 Gärtnerstellen. Ferner waren die Bewohner nach Koppinitz eingeschult.
Bei der Volksabstimmung in Oberschlesien am 20. März 1921 stimmten 38 Wahlberechtigte für einen Verbleib bei Deutschland und 161 für Polen. Jasten verblieb beim Deutschen Reich. Bis 1945 befand sich der Ort im Landkreis Tost-Gleiwitz.
1945 kam der bis dahin deutsche Ort unter polnische Verwaltung und wurde in Jasiona umbenannt und der Woiwodschaft Schlesien angeschlossen. 1950 kam der Ort zur Woiwodschaft Kattowitz. 1999 kam der Ort zum wiedergegründeten Powiat Tarnogórski und zur neuen Woiwodschaft Schlesien.

## Sehenswürdigkeiten
- Wegkapelle mit Wegkreuz
- Schlossruine

## Wappen
Das Wappen bzw. Siegel zeigt einen Baum.